# 윌리엄 커윈
윌리엄 커윈(William Kerwin, 1927년 4월 17일 ~ 1989년 10월 27일)은 미국의 배우, 각본가이다.
샌디에이고에서 태어났으며 할리우드에서 사망하였다.

## 영화
- 액트 오브 비트레이얼 (1988년)
- 하이웨이맨 (1987년)
- 블랙 뷰티 (1978년)
- 더 샤도우 오브 치카라 (1977년)
- 공룡 왕국 (1974년)
- 가드마더스 (1973년)
- 환상 (1966년)
- 2000 매니악 (1964년)
- 피의 축제 (1963년)
- 파이브 핑거 엑서사이즈 (1962년)
- 내 모든 건 당신 것 (1952년)